# 石井明治
石井明治（8月9日—），日本男性動畫師、人物設計師。出身於德島縣。

## 人物簡介
早年進入動畫公司Kaname Production開始從事動畫師的工作，Kaname Production倒閉後，以自由身的身分持續參加Production I.G的作品至今。

## 主要參加作品
- ROBOT CARNIVAL（日语：ロボットカーニバル）（動畫）
- 禁斷默示錄（日语：禁断の黙示録 クリスタル・トライアングル）（動畫）
- 機甲獵兵（日语：機甲猟兵メロウリンク）（動畫）
- 大耳鼠（原畫）
- 八神君的家庭事情（日语：八神くんの家庭の事情）（原畫）
- 美味大挑戰（原畫）
- 21衛門（原畫）
- 元氣爆發（原畫）
- BLUE SEED（作畫監督、原畫）
- 機動新世紀鋼彈X（原畫）
- 特務戰隊（日语：特務戦隊シャインズマン）（人物設定、總作畫監督、作畫監督）
- 機動戰艦（作畫監督、原畫）
- Legend of Crystania（日语：クリスタニア）（原畫）
- 爆走兄弟Let's & Go!! WGP（作畫監督）
- 玲音（原畫）
- 快傑蒸氣偵探團TV ANIMATION SERIES（原畫）
- 索斯機械獸 -ZOIDS-（原畫）
- 地球防衛企業（原畫）
- 純情房東俏房客（作畫監督、原畫）
- 網球王子（人物設定、總作畫監督、作畫監督、原畫）[1]
- 魁!! 天兵高校（作畫監督）
- 妄想代理人（原畫）
- BLOOD+（動畫人物設定、總作畫監督、作畫監督 等）
- 網球王子 全國大會篇（人物設定、總作畫監督、作畫監督、原畫）
- 圖書館戰爭（作畫監督）
- 世界毀滅 毀滅世界的六人（作畫監督補佐、原畫）
- CANAAN（作畫監督）
- 戰國BASARA貳（作畫監督）
- 如果杜拉克（分鏡、演出、原畫）
- 新網球王子（人物設定、總作畫監督、作畫監督）
- 黑子的籃球（作畫監督、原畫）
- 翠星上的加爾岡緹亞（配角設定、作畫監督、原畫）
- 蟲奉行（總作畫監督、作畫監督）
- 黑子的籃球 (第2期)（作畫監督、作畫監督補佐 等）
- 幕末Rock（人物設定、總作畫監督）
- 昭和元祿落語心中（總作畫監督）
- 春&夏推理事件簿 ～春太與千夏的青春～（作畫監督）
- 在下坂本，有何貴幹？（作畫監督）
- JOKER GAME（作畫監督）
- 初戀怪獸（作畫監督）
- 競女!!!!!!!!（作畫監督）
- Code:Realize ～創世的公主～（總作畫監督、作畫監督）
- 銀河英雄傳說 Die Neue These 邂逅（作畫監督）
- 拾又之國（人物設定、總作畫監督）[2]
- 大貴族（作畫監督）

## 相關項目
- Production I.G
- 日本動畫師列表